# Kreisgericht Samter
Das Kreisgericht Samter war von 1849 bis 1878 ein preußisches Kreisgericht mit Sitz in Samter.

## Geschichte
In Samter bestand bis 1849 das Land- und Stadtgericht Samter. Nach der Märzrevolution wurde dieses Gericht aufgehoben und in der ganzen Provinz Posen einheitlich Kreisgerichte gebildet. In Samter entstand so das Kreisgericht Samter. Es war eines von 16 Kreisgerichten im Sprengel des Appellationsgerichts Posen.
Der Sprengel des Kreisgerichts Samter umfasste den Kreis Samter mit den Städten Neubrück, Obersitzko, Pinne, Samter, Scharfenort und Wronke mit 45.220 Gerichtseingesessenen (1861). Das Kreisgericht Posen war das zuständige Schwurgericht für das Kreisgericht Samter. Gerichtstage wurden in Duschnik, Pinne und Wronke gehalten. Das Gericht bestand aus einem Direktor und acht Kreisrichtern.
Im Rahmen der Reichsjustizgesetze wurde das Gerichtswesen in Deutschland 1879 vereinheitlicht. Damit wurde das Kreisgericht Samter aufgehoben und das königlich preußische Amtsgericht Samter mit Wirkung zum 1. Oktober 1879 als eines von neun Amtsgerichten im Bezirk des Landgerichtes Posen als Nachfolger gebildet.